# Nuoto ai Giochi della XI Olimpiade - 200 metri rana femminili
La competizione dei 200 metri rana femminili di nuoto dei Giochi della XI Olimpiade si è svolta nei giorni dall'8 all'11 agosto 1936 al Berlin Olympic Swim Stadium

## Risultati

### Batterie
8 agosto 1936 ore 10:00
Le prime tre di ogni serie più le migliori due delle escluse furono ammesse alle semifinali.
| Pos. | Atleta           | Nazione       | Tempo  |
| ---- | ---------------- | ------------- | ------ |
| 1    | Inge Sørensen    | Danimarca     | 3'06"7 |
| 2    | Kerstin Isberg   | Svezia        | 3'08"7 |
| 3    | Jopie Waalberg   | Paesi Bassi   | 3'10"4 |
| 4    | Hanni Hölzner    | Germania      | 3'11"0 |
| 5    | Dorothy Schiller | Stati Uniti   | 3'17"4 |
| 6    | Vera Kingston    | Gran Bretagna | 3'21"7 |
| 7    | Joan Langdon     | Canada        | 3'24"3 |

| Pos. | Atleta           | Nazione     | Tempo  |
| ---- | ---------------- | ----------- | ------ |
| 1    | Martha Genenger  | Germania    | 3'02"9 |
| 2    | Jenny Kastein    | Paesi Bassi | 3'07"8 |
| 3    | Unoko Tsuboi     | Giappone    | 3'15"0 |
| 4    | Anja Lappalainen | Finlandia   | 3'19"1 |
| 5    | Ann Govednik     | Stati Uniti | 3'25"3 |

| Pos. | Atleta              | Nazione        | Tempo  |
| ---- | ------------------- | -------------- | ------ |
| 1    | Hideko Maehata      | Giappone       | 3'01"9 |
| 2    | Valborg Christensen | Danimarca      | 3'12"0 |
| 3    | Margaret Gomm       | Gran Bretagna  | 3'15"7 |
| 4    | Iris Cummings       | Stati Uniti    | 3'21"9 |
| 5    | Eliška Boubelová    | Cecoslovacchia | 3'25"8 |
| 6    | Tenny Wyss          | Svizzera       | 3'31"3 |

| Pos. | Atleta             | Nazione       | Tempo  |
| ---- | ------------------ | ------------- | ------ |
| 1    | Trude Wollschläger | Germania      | 3'08"5 |
| 2    | Doris Storey       | Gran Bretagna | 3'10"8 |
| 3    | Maria Lenk         | Brasile       | 3'17"2 |
| 4    | Edel Nielsen       | Danimarca     | 3'21"3 |
| 5    | Jo Stroomberg      | Paesi Bassi   | 3'22"5 |

### Semifinali
9 agosto 1936 ore 10:00
Le prime tre di ogni serie più la migliore delle escluse furono ammesse alla finale.
| Pos. | Atleta             | Nazione       | Tempo  |
| ---- | ------------------ | ------------- | ------ |
| 1    | Hideko Maehata     | Giappone      | 3'03"1 |
| 2    | Inge Sørensen      | Danimarca     | 3'06"0 |
| 3    | Hanni Hölzner      | Germania      | 3'08"8 |
| 4    | Jopie Waalberg     | Paesi Bassi   | 3'09"7 |
| 5    | Trude Wollschläger | Germania      | 3'10"3 |
| 6    | Margaret Gomm      | Gran Bretagna | 3'15"8 |
| 7    | Maria Lenk         | Brasile       | 3'17"7 |

| Pos. | Atleta              | Nazione       | Tempo  |
| ---- | ------------------- | ------------- | ------ |
| 1    | Martha Genenger     | Germania      | 3'02"8 |
| 2    | Jenny Kastein       | Paesi Bassi   | 3'09"2 |
| 3    | Doris Storey        | Gran Bretagna | 3'09"8 |
| 4    | Kerstin Isberg      | Svezia        | 3'11"4 |
| 5    | Valborg Christensen | Danimarca     | 3'14"1 |
| 6    | Unoko Tsuboi        | Giappone      | 3'18"4 |
| 7    | Dorothy Schiller    | Stati Uniti   | 3'18"5 |

### Finale
11 agosto 1936 ore 15:50
| Pos.    | Atleta          | Nazione       | Tempo  |
| ------- | --------------- | ------------- | ------ |
| Oro     | Hideko Maehata  | Giappone      | 3'03"6 |
| Argento | Martha Genenger | Germania      | 3'04"2 |
| Bronzo  | Inge Sørensen   | Danimarca     | 3'07"8 |
| 4       | Hanni Hölzner   | Germania      | 3'09"5 |
| 4       | Jopie Waalberg  | Paesi Bassi   | 3'09"5 |
| 6       | Doris Storey    | Gran Bretagna | 3'09"7 |
| 7       | Jenny Kastein   | Paesi Bassi   | 3'12"8 |